# Tolumnia arizajuliana
Tolumnia arizajuliana là một loài thực vật có hoa trong họ Lan. Loài này được (Withner & J.Jiménez Alm.) Ackerman miêu tả khoa học đầu tiên năm 1997.